# Felix Karel Langemeijer

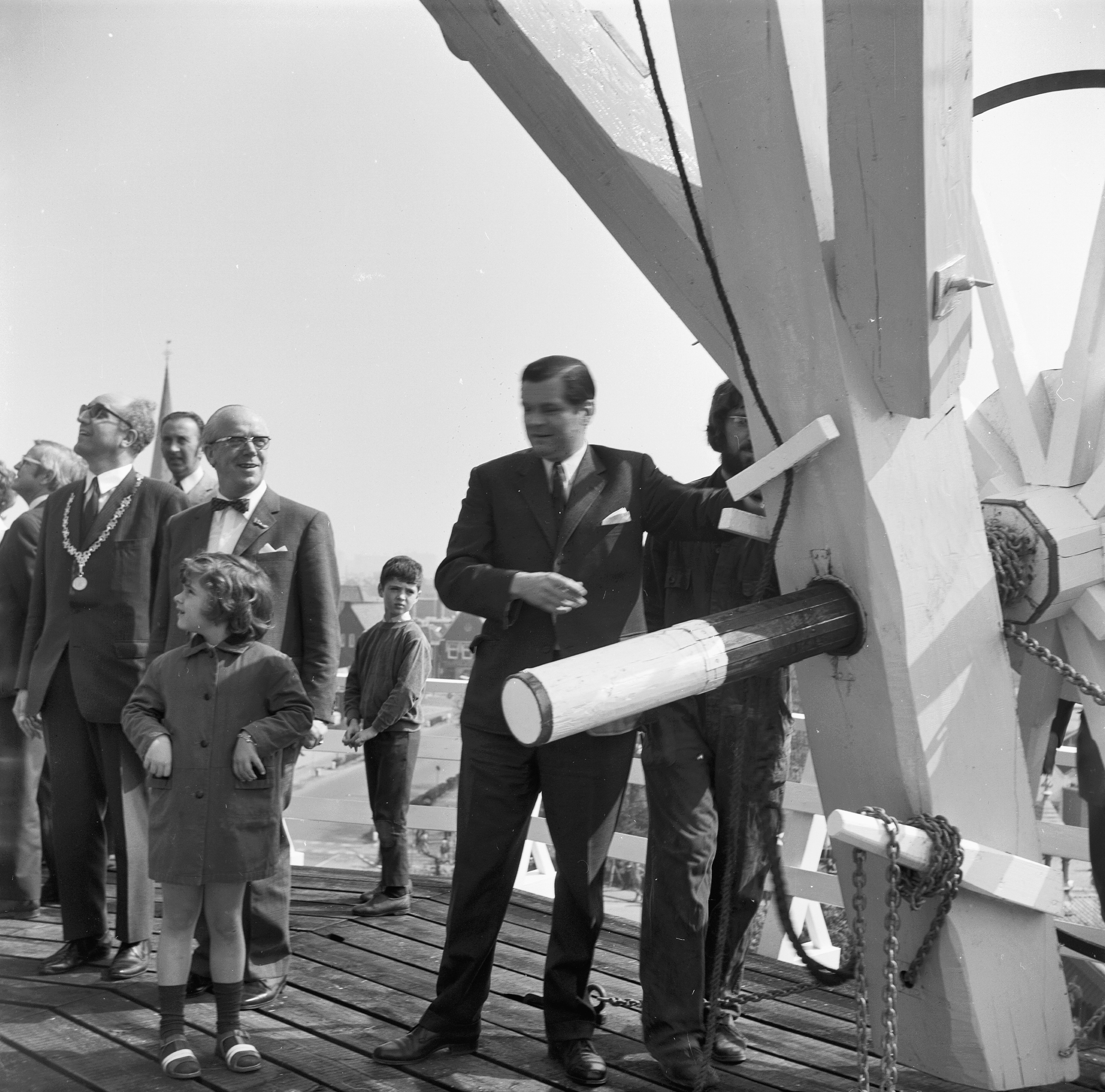
Burgemeester F.K. Langemeijer (links) bij ingebruikneming van molen Windlust in Wateringen (1972)

Felix Karel Langemeijer (Waalwijk, 5 juli 1923 – Zeist, 16 oktober 1993) was een Nederlands politicus van de KVP en later het CDA.
Zijn vader was huisarts in Waalwijk en zelf ging hij na de hbs naar de Nederlandse Economische Hogeschool (later Erasmus Universiteit) in Rotterdam. Nadat hij daar in 1951 was afgestudeerd werd hij adjunct-secretaris van de
Algemene Nederlandse Bond van Bierhandelaren en Mineraalwaterfabrikanten (BBM). Vier jaar later maakte hij de overstap van deze brancheorganisatie naar het algemeen secretariaat van de KVP waar hij werkzaam was als stafmedewerker. In november 1961 werd Langemeijer benoemd tot burgemeester van Warmond en in april 1972 volgde zijn benoeming tot burgemeester van Wateringen. In augustus 1988 ging hij daar met pensioen. Hij is ook nog enige tijd waarnemend burgemeester van IJsselstein geweest. Langemeijer overleed eind 1993 op 70-jarige leeftijd.